# Live 2010
Live 2010 è il primo album dal vivo del gruppo musicale italiano Linea 77, pubblicato il 10 marzo 2011.
Si tratta dell'ultima pubblicazione con il cantante Emi, allontanato dal gruppo nel 2012.

## Descrizione
Pubblicato esclusivamente per il download digitale, contiene 15 brani tratti principalmente dagli album Horror vacui (2008) e 10 (2010) ed eseguiti dal vivo durante il Tanto peggio per i fatti Tour, tour di supporto a 10.
La versione pubblicata limitatamente attraverso Bandcamp presentava una bonus track, ovvero l'inedito Liquid Subdual, realizzato dal gruppo nel dicembre 1997.

## Tracce
1. Intro – 1:32
2. The Sharp Sounds of Blades – 3:51
3. Sempre meglio – 3:56
4. A noi – 4:45
5. Vertigine – 3:33
6. 66 (Diabolus in musica) – 4:42
7. Aspettando meteoriti – 4:30
8. Mi vida – 5:28
9. Tank! – 3:23
10. La nuova musica italiana – 4:07
11. Il mostro – 5:03
12. Inno all'odio – 6:03
13. L'ultima volta – 2:20
14. Fantasma – 3:52
15. Touch 2.0 – 5:46

## Formazione
- Emi – voce
- Nitto – voce
- Chinaski – chitarra
- Dade – basso
- Tozzo – batteria